# イミノ酸

1-ピロリン-5-カルボン酸

L-プロリン

イミノ酸（イミノさん、英: Imino acid）とは、分子中にイミノ基（>C=NH）とカルボキシル基（-C(=O)-OH）を両方含む、有機化合物の一群である。
イミノ酸は、アミノ基（-NH2）とカルボキシル基（-COOH）を持つアミノ酸と似ている。また冒頭の定義には含まれないが、第二級アミンであるアミノ酸（タンパク質を構成するものではプロリンのみ）もイミノ酸と呼ばれることがある。
アミノ酸はアミノ酸酸化酵素によってイミノ酸に変換される。またプロリン生合成の前駆体(S)-Δ1-ピロリン-5-カルボン酸はイミノ酸である。